# Zeitgeist, the Movie
Zeitgeist, the Movie je dokumentarni film, ki ga je naredil Peter Joseph. Razdeljen je na tri dele:  Prvi del govori o Jezusovem mitu, drugi o napadih 11. septembra (9/11), tretji pa o prevarah mednarodnih bankirjev in zveznih rezervah (fed-u). Film je bil junija 2007 dodan na Google Videu, a je bil premierno prikazan 10. novembra 2007. Film je leta 2010 dobil posodobitev.